# Екенрот
Екенрот (њем. Eckenroth) општина је у њемачкој савезној држави Рајна-Палатинат. Једно је од 119 општинских средишта округа Бад Кројцнах. Према процјени из 2010. у општини је живјело 218 становника. Посједује регионалну шифру (AGS) 7133028.

## Географски и демографски подаци
Екенрот се налази у савезној држави Рајна-Палатинат у округу Бад Кројцнах. Општина се налази на надморској висини од 285 метара. Површина општине износи 1,1 km². У самом мјесту је, према процјени из 2010. године, живјело 218 становника. Просјечна густина становништва износи 202 становника/km².